# Parque Transfronteiriço Kgalagadi
O Parque Transfronteiriço Kgalagadi (em inglêsː Kgalagadi Transfrontier Park) é uma unidade ecológica que abrange uma área de aproximadamente 37.000 km², entres os países Botswana e África do Sul. É a primeira área de conservação transfronteiriça criada na África.
O Patrimônio Mundial Paisagem Cultural ǂKhomani, declarado pela UNESCO no ano de 2017, está inserido no Parque Transfronteiriço Kgalagadi.

## Localização
O parque está inserido no Deserto do Kalahari, localizado no extremo sudoeste de Botsuana, com 25 % de sua área situada na África do Sul, próximo à Província do Cabo do Norte e fronteira com a Namíbia.

## História
Em 7 de abril de 1999, Botsuana e África do Sul assinam um tratado, unindo o Parque Nacional Kalahari Gemsbok da África do Sul, criado em 1931, com o Parque Nacional Gemsbok de Botswana, criado em 1938, formando a primeira área de conservação transfronteiriça na África. Em 12 de Maio de 2000, o parque é inaugurado.
Em maio de 2002, o governo da África do Sul junto com o gestor Parques Nacionais Sul-Africanos; e as comunidades indígenas Khomani San e Mier assinam um acordo onde as comunidades tem a posse de terras dentro dos limites do parque reconhecida, e recebem 50.000 hectares dentro dos limites do parque e mais hectares fora do parque.
Em 12 de outubro de 2007, Botswana e África do Sul, juntamente com a Namíbia, abriram a instalação de acesso turístico Mata-Mata na fronteira do parque com a Namíbia.

## Ecossistema

### Clima
A região possui um clima árido. Durante os dias de verão pode fazer calor extremo, principalmente no mês de janeiro. E durante as noites de inverno, as temperaturas podem chegar abaixo de zero. As temperaturas extremas já registradas foram de -11 °C e 45 °C. Apresenta precipitação média anual entre 127 mm no leste e 350 mm no oeste, sendo os meses entre janeiro e abril os mais chuvosos. 

### Fauna

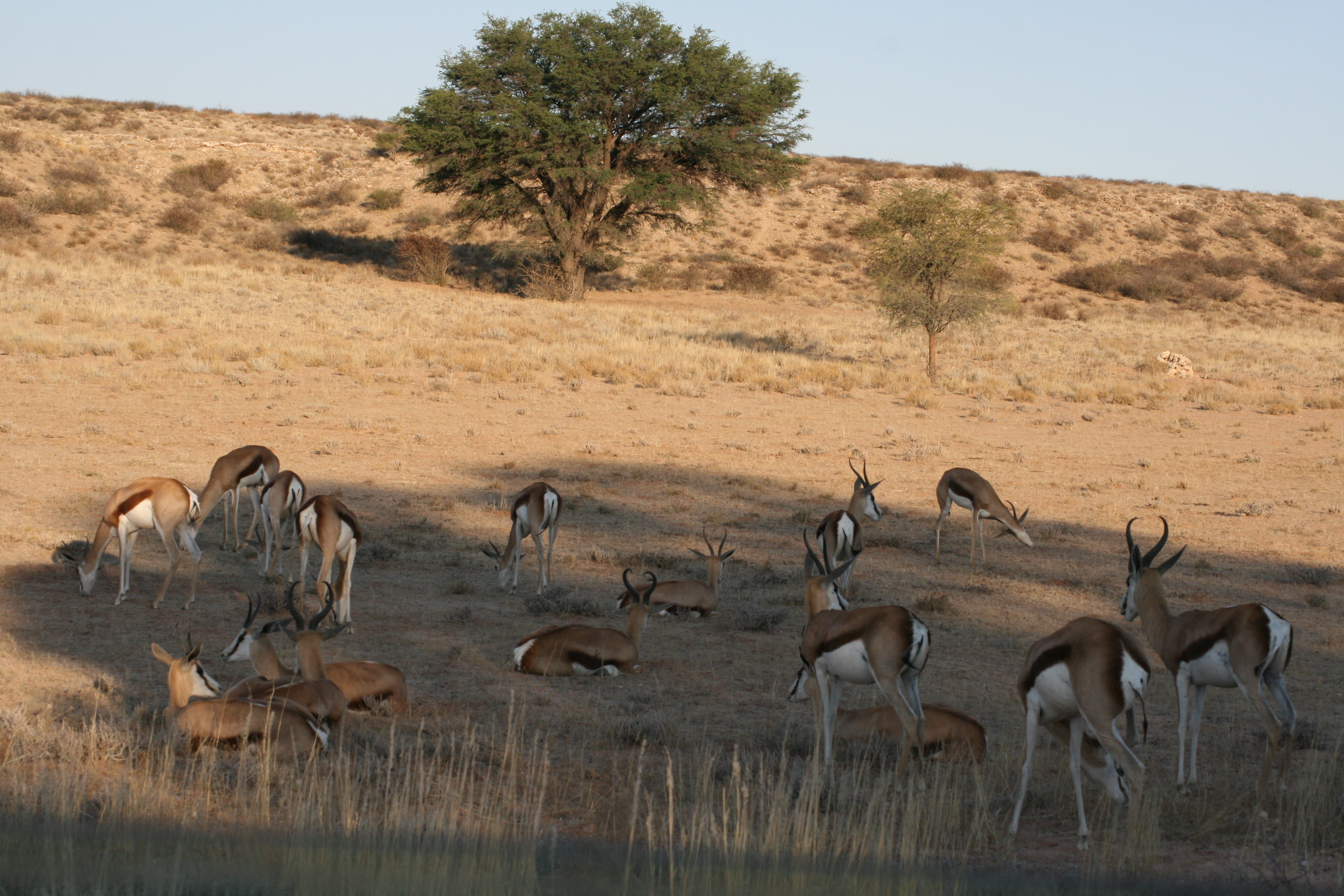
Springbok no Parque Transfronteiriço Kgalagadi

O parque abriga mais de 170 espécies de aves e uma variedade de espécies de antílopes, incluindo o  springbok, órix, caama e elande. Também pode ser encontrado o leão de juba negra, chacal, hiena castanha, gatos selvagens, chita, leopardo, lince, raposa de orelhas de morcego, raposa prateada, a raposa do Cabo, o lobo-de-barba e o gato de patas pretas. Das espécies ameaçadas, o parque abriga o cão selvagem africano, o pangolim, o texugo de mel e o rato do deserto de Woosnam.

### Flora
O bioma é de savana arbustiva e pequenas áreas de savana de grama, apresenta acácias de raízes profundas e outras plantas resistentes. O Cucumis metuliferus e a suculenta Hoodia gordonii são plantas endêmicas da região.

### Geografia
É uma região desértica, onde apresenta dunas de areias vermelhas e brancas. Os rios Nossob e Auob passam pela área do parque, mas geralmente esse rios estão secos, exceto quando, ocasionalmente, ocorrem fortes chuvas.

## Comunidades indígenas
Há duas comunidades que habitam nos arredores do parque, os Khomani San e os Mier. O Governo da África do Sul, juntamente com Parques Nacionais Sul-Africanos e as duas comunidades, assinaram o Acordo do Parque Patrimonial !Ae!Hai Kalahari, firmando que 25 000 hectares de terra dentro dos limites do parque pertencem aos Khomani San e 25 000 hectares de terra dentro dos limites do parque pertencem aos Mier. As comunidades também tiveram as posses de terras, fora dos limites do parque, reconhecidos. Este acordo possibilita que as comunidades melhorem seus meios de subsistência.
De acordo com o plano de manejo do parque, as comunidades podem usar os recursos naturais para fins culturais, históricos e cerimoniais de acordo com tradições indígenas, incluindo a caça tradicional com arco e flechas. O governo sul-africano também construiu um alojamento comunitário, o !Xaus Lodge, onde um operador privado administra o alojamento e reparte a taxa de concessão entre as duas comunidades e a administração do parque.

## Turismo

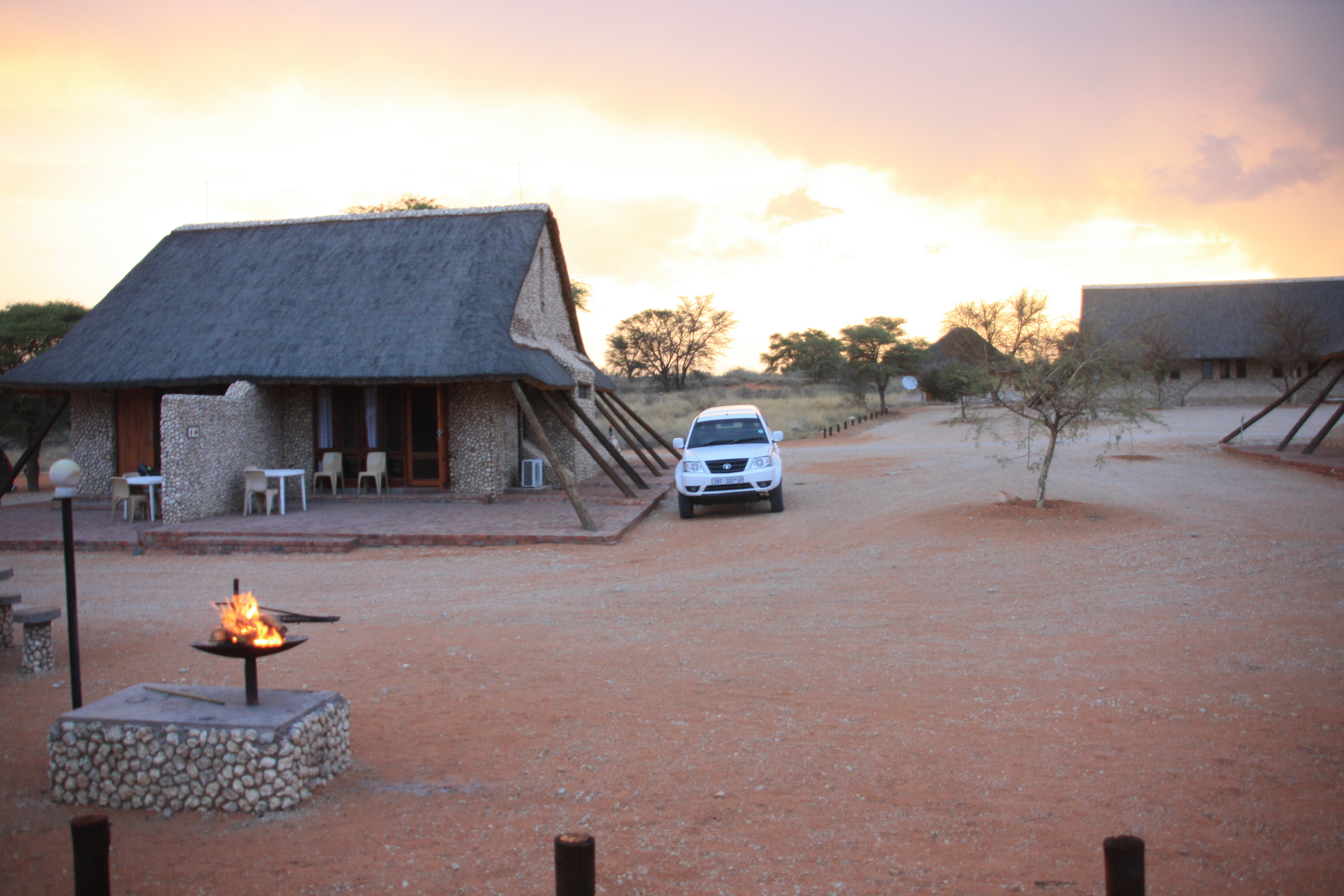
Acampamento Twee Rivieren

O tratado assinado entre os dois países permite que os visitantes circulem entre os dois países, dentro dos limites do parque, sem problemas com a imigração e alfândega. Os principais pontos de entrada e partida são o Twee Rivieren Gate, na África do Sul; Mata-mata, na Namíbia; Two Rivers e Nossob, em Botsuana, que possuem instalações de camping, chalés, lojas e restaurantes. O parque pode ser visitado por conta própria ou através de tours oferecidos por operadoras. É necessário fazer reserva antecipada, pois as autoridades limitam o número de veículos que circulam pelas estradas, e o número de campistas alojados nos campings e dias de permanência. Os visitantes autônomos devem viajar em um comboio com no mínimo dois veículos, e os veículos indicados são os 4x4, devido as condições acidentadas e arenosas das estradas.